# New worlds (Karda Estra)
New worlds is een studioalbum van Karda Estra. De muziek van Karda Estra bevindt zich in de buitengebieden van de progressieve rock, die het enkele uitzonderingen daargelaten moeilijk heeft in de muziekwereld aan het begin van de 21e eeuw. Karda Estra ziet geen mogelijkheid de muziek via een compact disc uit te brengen. Alleen aanschaf via download is dan mogelijk. Het album werd echter meegeperst bij het uitbrengen van het album Mondo profondo in 2013.
De titel New worlds heeft betrekking op de inschakeling van derden bij de totstandkoming en opname van de muziek van dit album. Er werd in vergelijking tot de voorgaande albums (tijdelijk) nieuwe musici ingeschakeld. Het album klinkt daardoor meer ritmischer dan de voorgaande. De titel verwijst ook naar het sciencefictionblad New Worlds, waaraan onder meer Michael Moorcock (muzikant en schrijver) meewerkte.

## Musici
- Richard Wileman – alle muziekinstrumenten

Met
- Ileesha Bailey – zang (tracks 1, 2, 3, 6, 7)
- Caron Hansford – hobo (1, 10, 11)
- Helen Dearnley – viool (1, 4, 10, 11)
- Mike Ostime – trompet (1, 4, 6)
- Kavus Torabi – gitaar, toetsinstrumenten (3, 10)
- Amy Hedges – klarinet (3, 5, 6, 8, 9, 11)
- Jemima Palfreyman – tuba (4, 9)
- Zoë Josey – dwarsfluit (4, 7)
- Stu Rowe – toetsinstrumenten, loops, basgitaar (6, 8)
- Don Falcone (van Spirits Burning) – toetsinstrumenten (7)
- Bridget Wishart (van Spirits Burning en Hawkwind) – EWI (blaassynthesiser) (7(

## Muziek
| Nr. | Titel                                     | thema                                                           | Duur |
| --- | ----------------------------------------- | --------------------------------------------------------------- | ---- |
| 1.  | Chronoclasm I (Wileman)                   | gebaseerd op verhaal van John Wyndham                           | 1:26 |
| 2.  | Transmissions (Wileman)                   |                                                                 | 3:24 |
| 3.  | Fifty below zero (Wileman, Torabi)        | gebaseerd op verhaal A meeting with Medusa van Arthur C. Clarke | 1:55 |
| 4.  | Eternity station (Wileman)                | gebaseerd op verhaal Hawksbill station van Robert Silverberg    | 3:36 |
| 5.  | Girl in a spaceship (Wileman)             | gebaseerd op verhaal Girl in a sportscar van Alan Hawkshaw      | 2:55 |
| 6.  | Sea of tranquility (Wileman, Rowe)        | Mare Tranquillitatis                                            | 4:08 |
| 7.  | The sky below (Wileman, Falcone, Wishart) | uit verhaal A meeting with Medusa van Arthur C. Clarke          | 4:23 |
| 8.  | Radiance (Wileman, Rowe)                  |                                                                 | 4:31 |
| 9.  | The doll’s house (Wileman)                |                                                                 | 3:20 |
| 10. | The celestial lounge (Wileman, Torabi)    | uit verhaal Now+n, Now-n van Robert Silverberg                  | 3:12 |
| 11. | Invaders from Venus (Wileman, Hedges)     | uit verhaal Invaders from Earth van Robert Silverberg           | 3:27 |
| 12. | Chronoclasm II (Wileman)                  | verhaal van John Wyndham                                        | 1:27 |